# Associazione Calcio Prato 2007-2008
Questa pagina raccoglie le informazioni riguardanti l'Associazione Calcio Prato nelle competizioni ufficiali della stagione 2007-2008.

## Rosa
| N. |                   | Ruolo | Calciatore          |
| -- | ----------------- | ----- | ------------------- |
|    | Italia (bandiera) | C     | Ivan Artipoli       |
|    | Italia (bandiera) | A     | Pasquale Basilico   |
|    | Italia (bandiera) | D     | Davide Bianchi      |
|    | Italia (bandiera) | C     | Niccolò Bianchi     |
|    | Italia (bandiera) | C     | Manuel Bianco       |
|    | Italia (bandiera) | C     | Simone Bracalello   |
|    | Italia (bandiera) | C     | Ivan Buonocunto     |
|    | Italia (bandiera) | C     | Lorenzo Cecchi      |
|    | Italia (bandiera) | D     | Francesco Checcucci |
|    | Italia (bandiera) | D     | Michele De Agostini |
|    | Italia (bandiera) | C     | Filippo De Gori     |
|    | Italia (bandiera) | A     | Carlo Ferrario      |
|    | Italia (bandiera) | C     | Giulio Fogaroli     |
|    | Italia (bandiera) | D     | Daniele Ghidotti    |

| N. |                     | Ruolo | Calciatore         |
| -- | ------------------- | ----- | ------------------ |
|    | Italia (bandiera)   | C     | Massimiliano Grego |
|    | Italia (bandiera)   | P     | Matteo Guglielmini |
|    | Italia (bandiera)   | D     | Giuliano Lamma     |
|    | Italia (bandiera)   | C     | Emiliano Landolina |
|    | Italia (bandiera)   | P     | Stefano Layeni     |
|    | Italia (bandiera)   | A     | Stefano Lorenzi    |
|    | Italia (bandiera)   | C     | Damiano Moscardi   |
|    | Francia (bandiera)  | C     | Medhy Ouchene      |
|    | Svizzera (bandiera) | D     | Daniel Panizzolo   |
|    | Italia (bandiera)   | C     | Gabriele Piantoni  |
|    | Italia (bandiera)   | D     | Dario Polverini    |
|    | Italia (bandiera)   | P     | Renato Piovezan    |
|    | Italia (bandiera)   | C     | Dino Sangiovanni   |
|    | Brasile (bandiera)  | A     | Diego Silva Reis   |